# Benablón
Benablón es una localidad española perteneciente a Caravaca de la Cruz,  Región de Murcia. Cuenta con una población de 141 habitantes. Es dependiente de Caravaca de la Cruz y su gobierno.

## Toponimia
Esta pedanía posee raíces árabes, como tantas otras de la región de Murcia, era un territorio fronterizo de la taifa de Murcia (vasallo de los reinos cristianos) y el reino nazarí de Granada. En el árabe, los nombres provenientes de (Ben-) significa hijo de, como es el caso de la localidad, también murciana, de Beniel. Algunos investigadores apuntan que el nombre proviene de Ibn Ab Harum.

## Geografía
Benablon se encuentra a 791 metros por encima del nivel del mar. Es de las pedanías más cercanas a Caravaca de la Cruz, pues se sitúa a 11 kilómetros del centro neurálgico del noroeste. Para acceder a Benablón la vía más importante es el camino viejo de Archivel, además de la carretera C-330 a Granada. Se sitúa muy cerca del polígono industrial Venta Cavila, principal polígono de Caravaca de la Cruz. Al norte de Benablón se encuentra la Sierra del Gavilán, que está incluida en lista de Lugares de Importancia Comunitaria (LIC). Si hablamos de hidrografía, hay que destacar las numerosas las acequias, la acequia de El Sangrador es la más importante de la pedanía.
El clima en Benablón es mediterráneo continentalizado. La temperatura media anual es de 14º y la precipitación media anual es de 353 mm. La humedad media del 59%. Posee veranos secos característico de climas semiáridos e inviernos fríos. Las precipitaciones en verano suelen ser tormentas y en ocasiones se produce el fenómeno de la gota fría.

## Naturaleza
Posee una importante vegetación donde destacan las importantes extensiones de pino negral, la coscoja o la sabina mora. Los prados de Benablón son de gramíneas perennes. Hay que destacar la presencia de endemismos de flora silvestre de la Región de Murcia como el tomillo silvestre.
La fauna más representativa de esta zona son las aves rapaces, como el búho real o el águila real, el halcón peregrino o el águila culebrera europea. Hablando de mamíferos hay que destacar la presencia de zorros, jabalíes, ginetas o garduñas, animales típicos de estos territorios de la Región de Murcia.
A poca distancia, entre las localidad de Barranda y de La Encarnación se encuentra la Cueva Negra, que es uno de los puntos más importantes de arqueología en la Región, junto con La Bastida. Se han hallado en ella restos de homínidos del Calabriense(Pleistoceno Medio). Michael Walker ha encabezado las excavaciones de este lugar.

## Historia
El primer asentamiento en Benablón fue de origen islámico, como así lo atestiguan los materiales encontrados en Casa de los Picones, aunque en la Torre de los Alcores, que se trata de una torre vigía utilizada por los exploradores, se encontraron materiales de época medieval cristiana, demostrando así que esta era una zona de frontera.
Al ser una tierra de fronteras, en el siglo XIV sería una zona muy despoblada, pues estaba expuestas a las razzias y saqueos musulmanes, muy usuales en todas las zonas limítrofes de la geografía española, que se hicieron especialmente famosas en tiempo de Almanzor. La geografía durante este período sería calificar a Benablón como un territorio peligroso.
A partir del siglo XIV, acabado ya el reino nazarí de Granada, esta zona empezó a poblarse. Existen documentos de mediados de siglo(1568,1571 y 1577) que ya hablan de Benablón. Esta zona vivía de la agricultura y el ganado, además de tener importancia por existir órdenes religiosas en torno a Caravaca de la Cruz, por poseer la reliquia del Lignum Crucis, que se refiere a trozos de astilla de la Cruz dónde Cristo fue crucificado.
La ermita de San Antón fue construida en el siglo XVIII, y fue reformada en 1973 debido al desgaste sufrido. Hay archivos que detallan perteneció a la localidad de Archivel, pero históricamente siempre ha pertenecido a Caravaca, como en la actualidad.

## Demografía
Benablón tiene intrínsecamente ligada la despoblación, como muchas zonas rurales de España. Cuenta con una población de 141 habitantes, y se encuentra en decrecimiento. Parte de las viviendas son segundas residencias de habitantes de Caravaca.

## Organización territorial y urbanismo
Es una localidad con la población dispersa, a pesar de poseer un núcleo compacto. Por sus alrededores existe mucha agricultura y cría de ganado.
Su principal calle es la llamada Calle Mayor, que cruza la pedanía a lo ancho, en esta travesía se encuentra la ermita dedicada a San Antón. En la plaza del consultorio también posee parte de la vida de la pedanía, puesto que el centro social alberga único bar del pueblo.

## Equipamientos y servicios públicos
Posee una escuela pública unitaria para los escasos niños de la localidad, cuando crecen, los niños van a los institutos de Barranda o de Caravaca.
Benablón posee un consultorio médico que pasa cita 3 días a la semana para los residentes de la localidad, dependiente del hospital comarcal del noroeste, de Caravaca.
También cuenta con una pista de fútbol sala. Esta pista deportiva sirve de forma multifuncional, para el uso y disfrute de más deportes. 

## Economía
Sector primario
La pedanía basa su economía fundamentalmente en el sector primario, donde predomina el cultivo de secano con importantes cultivos de cereal, junto a olivos y almendros. Los cultivos de regadío se han ido haciendo hueco en la economía de Benablón.
Sector secundario
A escasos kilómetros de la pedanía, se encuentra el polígono industrial de Venta Cavila, que es el principal polígono industrial de la localidad de Caravaca.
Sector terciario
Los únicos negocios del sector terciario son el bar, que se sitúa en el centro social Juan Nebot y una tienda de ultramarinos.
Acceso:
Las únicas vías para acceder a la localidad son el camino viejo de Archivel que llega hasta Caravaca y la C-330 rumbo Granada.

## Patrimonio
La ermita de San Antón, reformada en 1973. Fue construida en el siglo XVIII. No obstante, Benablón tiene numerosas sendas y caminos para los amantes de la naturaleza con unas vistas nada desdeñables de la Sierra del Gavilán, que la conectan con Moratalla.
Festividades
El patrón de la localidad es San Antonio Abad, y las fiestas se extienden durante un fin de semana. Se resumen en actuaciones musicales, arroz popular para la comunidad y una procesión por todas las calles del municipio. Estas fiestas se realizan a mediados del mes de enero.
Eventos
El cortometraje “Todas mis avispas” se rodó en la pedanía de Benablón.
El compositor Jorge Bayle grabó “ Las agujas del reloj” en esta pedanía.

## Gastronomía
La gastronomía es de las más típicas del noroeste de la región, donde se destacan alimentos de la Vega de Caravaca y el cordero segureño, de una gran calidad. Algunos de los platos típicos son la tartera caravaqueña o guisos de este cordero.
Los arroces son también famosos. Y para después de comer hay un amplio surtido de postres donde destaca el alfajor, postre de origen árabe muy típico en la zona, así como las yemas.